# Quatuor à cordes no 13 de Dvořák
Pour les articles homonymes, voir Quatuor à cordes no 13.
Le Quatuor à cordes n° 13 en sol majeur, B. 192 (op. 106) est l'avant-dernier d'Antonín Dvořák. Il  a été composé en moins d'un mois, du 11 novembre au 9 décembre 1895, peu après le retour en Bohême du compositeur. Son  numéro d'opus est cependant supérieur à son dernier quatuor, l'écriture de celui-ci ayant débuté antérieurement. Il a été créé le 9 octobre 1896 lors d'un concert de l'Association de Musique de chambre Tchèque dans la salle de l'Île Zofin. Les interprètes étaient les membres du Quatuor de Bohême : Karel Hoffmann, Josef Suk (le gendre de Dvořák), Oskar Nedbal et Hanuš Wihan. Simrock avait édité la partition à Berlin avant même la création.

## Structure
Il comprend quatre mouvements. La partition reste fortement empreinte de rythmique tchèque, notamment dans le troisième mouvement, inspiré du Furiant, danse entre hommes de Bohême, et également dans le dernier mouvement.
- Allegro moderato
- Adagio ma non troppo
- Molto vivace
- Finale : andante sostenuto. Allegro con fuoco